# Trappola in fondo al mare 2 - Il tesoro degli abissi
Trappola in fondo al mare 2 - Il tesoro degli abissi (Into the Blue 2: The Reef) è un film del 2009 diretto da Stephen Herek.
Pellicola statunitense con protagonisti Chris Carmack, Laura Vandervoort, Marsha Thomason, Michael Graziadei e David Anders.
È il sequel di Trappola in fondo al mare, film del 2005 di John Stockwell.

## Trama
Hawaii: Sebastian (Chris Carmack) e Dani (Laura Vandervoort), due sub, vengono ingaggiati per un'escursione che dovrebbe fruttare loro molti soldi, ma si trovano coinvolti in una pericolosa storia di loschi traffici internazionali.

## Distribuzione
Il film è stato distribuito in DVD il 21 aprile 2009 in America mentre in Italia per il 25 febbraio 2010.